# John Jay
John Jay (12. prosince 1745, New York – 17. května 1829, Bedford stát New Jersey) byl americký právník, politik a diplomat.

## Život a kariéra
Roku 1777 se stal předsedou Nejvyššího soudu státu New York. Následující rok se stal předsedou Kontinentálního kongresu, v roce 1780 vyslancem ve Španělsku a roku 1783 americkým zástupcem při jednání o Pařížské smlouvě. Jako ministr zahraničí USA jednal o nezdařené Jayově a Gardoquiově smlouvě. V letech 1787–1788 napsal pět z celkových 85 Listů federalistů (The Federalist).
Odmítl být ministrem zahraničí George Washingtona a místo toho byl 26. září 1789 potvrzen jako předseda Nejvyššího soudu Spojených států amerických. Předsedal sporu Chisholm vs. Geogie a dojednal Jayovu smlouvu. Roku 1795 odešel z postu předsedy Nejvyššího soudu, aby se stal guvernérem rodného státu. Znovu byl jmenován předsedou Nejvyššího soudu 18. prosince 1800, ale jmenování odmítl a v 55 letech opustil politiku.